# Красное Раменье (Бежецкий район)
Красное Раменье (карел. Rušta Ruamenie) — деревня в Бежецком районе Тверской области. Входит в состав Моркиногорского сельского поселения.

## География
Находится в восточной части Тверской области на расстоянии приблизительно 26 км по прямой на юг от районного центра города Бежецк.

## История
В 1859 году здесь (деревня Бежецкого уезда Тверской губернии) был учтен 51 двор, в 1941—62, в 1978 — 45.

## Население
Численность населения: 420 человек (1859 год), 10 (русские 100 %) в 2002 году, 0 в 2010.